# Challenger de Braunschweig
El Brawo Open es un torneo profesional de tenis disputado en pistas de polvo de ladrillo. Pertenece al ATP Challenger Tour. Se juega desde el año 1994 sobre tierra batida en Braunschweig, Alemania.

## Palmarés

### Individuales
| Año  | Campeón             | Finalista               | Resultado          |
| ---- | ------------------- | ----------------------- | ------------------ |
| 2024 | Roberto Carballés   | Botic van de Zandschulp | 6–3, 6–1           |
| 2023 | Franco Agamenone    | Pavel Kotov             | 7–5, 6–3           |
| 2022 | Jan-Lennard Struff  | Maximilian Marterer     | 6–2, 6–2           |
| 2021 | Daniel Altmaier     | Henri Laaksonen         | 6–1, 6–2           |
| 2020 | No celebrado        | No celebrado            | No celebrado       |
| 2019 | Thiago Monteiro     | Tobias Kamke            | 7–66, 6–1          |
| 2018 | Yannick Hanfmann    | Jozef Kovalík           | 6–2, 3–6, 6–3      |
| 2017 | Nicola Kuhn         | Viktor Galović          | 2–6, 7–5, 4–2 ret. |
| 2016 | Thomaz Bellucci     | Íñigo Cervantes         | 6–1, 1–6, 6–3      |
| 2015 | Filip Krajinović    | Paul-Henri Mathieu      | 6–2, 6–4           |
| 2014 | Alexander Zverev    | Paul-Henri Mathieu      | 1-6, 6-1, 6-4      |
| 2013 | Florian Mayer       | Jiří Veselý             | 4-6, 6-2, 6-1      |
| 2012 | Thomaz Bellucci     | Tobias Kamke            | 7-64, 6-3          |
| 2011 | Lukáš Rosol         | Evgeny Donskoy          | 7-5, 7-62          |
| 2010 | Mikhail Kukushkin   | Marcos Daniel           | 6-2, 3-0ret        |
| 2009 | Óscar Hernández     | Teymuraz Gabashvili     | 6-1, 3-6, 6-4      |
| 2008 | Nicolas Devilder    | Sergio Roitman          | 6–4, 6–4           |
| 2007 | Óscar Hernández     | Florian Mayer           | 6–2, 1–6, 6–1      |
| 2006 | Jan Hájek           | Fernando Vicente        | 6–1, 6–3           |
| 2005 | Óscar Hernández     | Nicolás Lapentti        | 6–3, 6–3           |
| 2004 | Tomáš Berdych       | Daniel Elsner           | 4–6, 6–1, 6–4      |
| 2003 | Werner Eschauer     | Igor Andreev            | 6–1, 7–6(2)        |
| 2002 | David Sánchez       | José Acasuso            | 5–1 retired        |
| 2001 | Andrea Gaudenzi     | Younes El Aynaoui       | 3–6, 7–6(5), 6–4   |
| 2000 | Gastón Gaudio       | Franco Squillari        | 6–4, 6–7(2), 6–4   |
| 1999 | Jens Knippschild    | Franco Squillari        | 7–5, 7–6(6)        |
| 1998 | Franco Squillari    | Lucas Arnold Ker        | 6–2, 4–6, 6–1      |
| 1997 | Francisco Roig      | Félix Mantilla Botella  | 6–2, 2–6, 6–2      |
| 1996 | Alberto Berasategui | Jozsef Krocsko          | 6–2, 6–2           |
| 1995 | Magnus Gustafsson   | Stefano Pescosolido     | 4–6, 6–0, 7–6()    |
| 1994 | Gilbert Schaller    | Javier Sánchez          | 6–4, 3–6, 6–3      |

### Dobles
| Año  | Campeones                                 | Finalistas                              | Resultado            |
| ---- | ----------------------------------------- | --------------------------------------- | -------------------- |
| 2024 | Sander Arends Robin Haase                 | Sriram Balaji Gonzalo Escobar           | 4–6, 6–4, [10–8]     |
| 2023 | Pierre-Hugues Herbert Arthur Reymond      | Rithvik Choudary Bollipalli Arjun Kadhe | 7–6(7), 6–4          |
| 2022 | Marcelo Demoliner Jan-Lennard Struff      | Roman Jebavý Adam Pavlásek              | 6–4, 7–5             |
| 2021 | Szymon Walków Jan Zieliński               | Ivan Sabanov Matej Sabanov              | 6–4, 4–6, [10–4]     |
| 2020 | No celebrado                              | No celebrado                            | No celebrado         |
| 2019 | Simone Bolelli Guillermo Durán            | Nathaniel Lammons Antonio Šančić        | 6–3, 6–2             |
| 2018 | Santiago González Wesley Koolhof          | Sriram Balaji Vishnu Vardhan            | 6–3, 6–3             |
| 2017 | Julian Knowle Igor Zelenay                | Kevin Krawietz Gero Kretschmer          | 6–3, 7–6(3)          |
| 2016 | James Cerretani Philipp Oswald            | Mateusz Kowalczyk Antonio Šančić        | 4–6, 7–6(5), [10–2]  |
| 2015 | Sergey Betov Michail Elgin                | Damir Džumhur Franko Škugor             | 3–6, 6–1, [10–5]     |
| 2014 | Andreas Siljeström Igor Zelenay           | Rameez Junaid Michal Mertiňák           | 7-5, 6-4             |
| 2013 | Tomasz Bednarek Mateusz Kowalczyk         | Andreas Siljeström Igor Zelenay         | 6-2, 7-64            |
| 2012 | Tomasz Bednarek Mateusz Kowalczyk         | Harri Heliövaara Denys Molchanov        | 7–5, 6–7(1), [10–8]  |
| 2011 | Martin Emmrich Andreas Siljeström         | Olivier Charroin Stéphane Robert        | 0–6, 6–4, [10–7]     |
| 2010 | Leonardo Tavares Simone Vagnozzi          | Igor Kunitsyn Yuri Schukin              | 7–5, 7–6(4)          |
| 2009 | Johan Brunström Jean-Julien Rojer         | Brian Dabul Nicolás Massú               | 7–6(2), 6–4          |
| 2008 | Marco Crugnola Óscar Hernández            | Werner Eschauer Philipp Oswald          | 7–6(4), 6–2          |
| 2007 | Tomas Behrend Christopher Kas             | Óscar Hernández Carles Poch-Gradin      | 6–0, 6–2             |
| 2006 | Tomas Behrend Christopher Kas             | Máximo González Sergio Roitman          | 7–6(5), 6–4          |
| 2005 | Enzo Artoni Álex López Morón              | Massimo Bertolini Tom Vanhoudt          | 5–7, 6–4, 7–6(12)    |
| 2004 | Tomas Behrend Emilio Benfele Álvarez      | Jaroslav Levinský David Škoch           | 6–2, 6–7(3), 7–6(10) |
| 2003 | Sebastián Prieto Jim Thomas               | Juan-Ignacio Carrasco Albert Montañés   | 4–6, 6–1, 6–4        |
| 2002 | Mariano Hood Luis Horna                   | František Čermák Petr Luxa              | 3–6, 6–3, 6–1        |
| 2001 | Karsten Braasch Jens Knippschild          | Feliciano López Francisco Roig          | 6–1, 6–1             |
| 2000 | Jens Knippschild Jeff Tarango             | Álex López Morón Albert Portas          | 6–2, 6–2             |
| 1999 | Albert Portas Germán Puentes-Alcañiz      | Tomás Carbonell Nebojsa Djordjevic      | 6–4, 6–7(3), 6–3     |
| 1998 | Tomás Carbonell Francisco Roig            | Juan Balcells Emanuel Couto             | 6–2, 7–6             |
| 1997 | Brandon Coupe Paul Rosner                 | Nebojsa Djordjevic Óscar Ortiz          | 6–4, 6–3             |
| 1996 | Karsten Braasch Jens Knippschild          | Cristian Brandi Filippo Messori         | 6–3, 6–4             |
| 1995 | Nicklas Kulti Mikael Tillström            | Bill Behrens Brendan Curry              | 7–6, 6–4             |
| 1994 | Horacio de la Peña Emilio Sánchez Vicario | Gábor Köves László Markovits            | 6–4, 7–6             |